# Zien (Stef Bos)
Zien is het zesde studioalbum van Stef Bos uit 1999.

## Nummers
| Nr. | Titel                | Schrijver(s) | Duur |
| --- | -------------------- | --- | ---- |
| 1.  | Goed om hier te zijn | Stef Bos | 2:10 |
| 2.  | Ginette              | Christian Olivier Coader, Pascal Olivier Cali, George Simon, Serge Bégout, Anne-Gaëlle Bisquay, Jean-Baptiste Millot, Stef Bos | 4:17 |
| 3.  | Ik heb gedronken     | Françis Wildemeersch, Gert Meert, Bert Embrechts, Jan Van Looy, Stef Bos                                                       | 4:29 |
| 4.  | Rue de Mouftard      | Stef Bos | 6:42 |
| 5.  | Ik bestond, ik besta | Françis Wildemeersch, Gert Meert, Bert Embrechts, Jan Van Looy, Antony Boast, Stef Bos                                         | 3:13 |
| 6.  | Jef                  | Jacques Brel, Stef Bos | 4:19 |
| 7.  | Het laatste woord    | Jan Van Looy, Stef Bos | 3:07 |
| 8.  | Niets te verliezen   | Stef Bos | 2:39 |
| 9.  | Reizen door de nacht | Stef Bos | 6:17 |
| 10. | Nieuwe dag           | Antony Boast, Stef Bos | 4:48 |
| 11. | Troje                | Stef Bos | 3:36 |
| 12. | Ik geloof in jou     | Simon Been, Cherry Wijdenbosch, Stef Bos                                                                                       | 3:30 |
| 13. | Maria                | Bert Embrechts, Stef Bos | 3:21 |
| 14. | Ooit op een dag      | Stef Bos | 5:40 |
| 15. | Alleen voor jou      | Jan Van Looy, Stef Bos | 1:50 |